# Salva Reina
Salvador Reina (Las Palmas de Gran Canária, 10 de abril de 1978) é um ator e humorista espanhol. Apesar de ser originário das Ilhas Canárias, foi criado desde os três anos de idade na cidade de Málaga, na Andaluzia. Atualmente, interpreta Jozé na série de televisão Allí abajo.

## Filmografia

### Cinema
| Filme                   | Ano  |
| ----------------------- | ---- |
| 321 días en Michigan    | 2014 |
| La isla mínima          | 2014 |
| Villaviciosa de al lado | 2016 |
| Señor, dame paciencia   | 2017 |
| El intercambio          | 2017 |

### Televisão
| Série/programa          | Ano                        | Emissora  |
| ----------------------- | -------------------------- | --------- |
| SOS Estudiantes         | 2004-2008                  | Canal Sur |
| Generación DF           | 2008                       | Antena 3  |
| Somos cómplices         | 2009                       | Antena 3  |
| Padre Medina            | 2009-2010                  | Canal Sur |
| Allí abajo              | 2015-presente              | Antena 3  |
| Este coche es una ruina | 2015                       | Canal Sur |
| Zapeando                | 2015-presente (esporádico) | La Sexta  |
| La zona                 | 2017                       | #0        |
| Sabuesos                | 2017-¿?                    | TVE       |

### Teatro
| Obra                  |
| --------------------- |
| Full de Reyes y Reina |